# Omar Higinio García
Omar Higinio García (Guaminí, Provincia de Buenos Aires, 12 de septiembre de 1937) es un exfutbolista argentino que se desempeñó como delantero. Es considerado una de las grandes figuras que tuvo el fútbol argentino.

## Historia
Tras perder a su padre a los tres años de edad, su madre decide mudarse al barrio porteño de Belgrano para buscarles un mejor horizonte al pequeño y a sus otros seis hijos. 
Trabajó desde muy chico como verdulero, caddie de golf en Palermo y vareador de caballos en el Hipódromo Argentino, hasta que un conocido lo llevó a entrenar a Banfield, pero el trayecto que debía desandar a diario era muy lejano, por lo que abandonó y debió esperar un año para quedar libre y fichar para Excursionistas.
Su debut lo hizo el 14 de abril de 1956 ante Central Córdoba de Rosario (con gol incluido) en Pampa y Miñones.
Luego de una temporada en el ascenso fue adquirido por Tigre que disputaba la máxima tegoría del fútbol argentino. En el Matador se destacó a lo largo de dos temporadas y en 1959 es transferido a San Lorenzo de Almagro.
Es en el club de Boedo donde obtiene su fama de jugador diferente. Allí compartió delantera con Héctor Facundo, Miguel Ruiz, José Sanfilippo y Norberto Boggio y se coronó campeón del Campeonato de Primera División de 1959. El propio Nene supo confesar que con quien más se entendía dentro de la cancha fue con Higinio García porque siempre te daba la pelota al pie y en la mejor posición.  Es reconocido por algunos fanáticos del club como uno de los mejores exponentes que hayan visto con la camiseta Azulgrana.
Aquellos eran tiempos de reconocimiento, de Selección Argentina (con la camiseta del combinado nacional disputó la Copa América 1959), de probable futuro europeo (lo pretendía el Real Madrid).
Ese mismo año San Lorenzo organizó una gira por México, a su retorno su carrera se vería trunca tras una lesión que le generó una infección en la rodilla y que lo obligó alejarse del fútbol.

## Selección Argentina
Con la Selección de fútbol de Argentina jugó un amistoso frente a Chile, y posteriormente la Copa América de 1959 desarrollada en Ecuador donde acabaron subcampeones detrás de Uruguay. En dicho torneo, García jugó en los partidos contra Paraguay y Brasil y le convirtió un gol a este último.

### Participaciones en Copas América
| Competición       | Equipo              | Sede    | Resultado  |
| ----------------- | ------------------- | ------- | ---------- |
| Copa América 1959 | Selección Argentina | Ecuador | Subcampeón |

## Trayectoria
| Club                   | País      | Período   |
| ---------------------- | --------- | --------- |
| Excursionistas         | Argentina | 1956-1957 |
| Tigre                  | Argentina | 1958-1959 |
| San Lorenzo de Almagro | Argentina | 1959-1962 |
| Chacarita Juniors      | Argentina | 1963      |
| Excursionistas         | Argentina | 1963-1965 |

## Palmarés

### Campeonatos nacionales
| Título           | Club                   | País      | Año  |
| ---------------- | ---------------------- | --------- | ---- |
| Primera División | San Lorenzo de Almagro | Argentina | 1959 |